# Tamgrinia semiserrata
Tamgrinia semiserrata är en spindelart som beskrevs av Xu och Li 2006. Tamgrinia semiserrata ingår i släktet Tamgrinia och familjen mörkerspindlar. Inga underarter finns listade i Catalogue of Life.